# Михаил Пеков
Михаил Любенов Пеков е български цигулар, композитор и музикален педагог, професор.

## Биография
Роден е във Видин на 6 август 1941 г.
Учи цигулка при Петър Арнаудов. През 1967 г. завършва композиция при Веселин Стоянов в Държавната консерватория. След завършване на висшето си образование специализира композиция в Ленинград при Вадим Салманов между 1970 – 1971 г., а през 1979 г. и в Будапеща при Емил Петрович. През 1967 – 1972 г. е оркестрант в Софийската филхармония, а през 1972 – 1974 г. в Държавно обединение „Музика“. От 1974 г. е преподавател по хармония и композиция в Държавната музикална академия. През 1987 г. е избран за доцент, а от 1993 г. е професор.
Умира на 1 август 2022 г.

## Творчество
Михаил Пеков е автор е на 14 симфонии, инструментални концерти, 26 струнни квартета, солови творби, камерна музика за различни ансамбли, голям брой солови и хорови песни, операта „В полите на Витоша“ и „Стабат матер“ за смесен хор и симфоничен оркестър.